# The Ides of March (Band)
The Ides of March ist eine US-amerikanische Rockband, die hauptsächlich in den 1960er-Jahren aktiv war.

## Bandgeschichte
Die Mitglieder der Gruppe besuchten zusammen eine Schule in Chicago, Illinois. Auf der Highschool beschlossen sie, eine Band zu gründen und nannten sie nach dem Drama Julius Cäsar von William Shakespeare The Ides of March (deutsch: Die Iden des März). Sie spielten in kleinen Clubs und Discotheken, bis sie 1966 einen Plattenvertrag erhielten. Die erste Single „You Wouldn’t Listen“ erreichte Platz 42 der Billboard Hot 100, auch die zweite Single „Rollercoaster“ konnte sich auf den hinteren Plätzen der Hot 100 platzieren. 1970 hatte die Band ihren größten Erfolg mit dem von Jim Peterik komponierten Titel „Vehicle“. Dieser erreichte Platz 2 in den Billboard Charts und Platz 31 im Vereinigten Königreich. Zwar gelangen der Band mit den Titeln Superman und L.A. Goodbye 1970 und 1971 noch zwei kleinere Hits in den USA, weitere Veröffentlichungen nach 1971 blieben jedoch kommerziell erfolglos, worauf sich die Band auflöste.
Mitte der 1970er Jahre versuchte Peterik erfolglos, die Gruppe neu zu formieren, woraufhin er 1978 die Rock-Formation Survivor gründete. 1990 kehrte er zu The Ides of March zurück und seither entstanden weitere Alben.

## Alben
- Vehicle (1970)
- Common Bond (1971)
- World Woven (1972)
- Midnight Oil (1973)
- Ideology (1992)
- Age Before Beauty (1997)
- Ideology 11.0 (2000)
- Beware - The Ides of March Live (2002)
- Ides Essentials (2005)
- Still 19 (2010)